# Horvátország a 2020. évi nyári olimpiai játékokon
Horvátország a japán Tokióban megrendezett 2020. évi nyári olimpiai játékok egyik részt vevő nemzete. Az országot 16 sportágban 60 sportoló képviselte, akik összesen 8 érmet szereztek.

## Érmesek
| Érem  | Versenyző                       | Sportág    | Versenyszám                    |
| ----- | ------------------------------- | ---------- | ------------------------------ |
| Arany | Matea Jelić                     | Taekwondo  | Női váltósúly                  |
| Arany | Martin Sinković Valent Sinković | Evezés     | Férfi kormányos nélküli kettes |
| Arany | Nikola Mektić Mate Pavić        | Tenisz     | Férfi páros                    |
| Ezüst | Marin Čilić Ivan Dodig          | Tenisz     | Férfi páros                    |
| Ezüst | Tonči Stipanović                | Vitorlázás | Férfi laser                    |
| Ezüst | Tin Srbić                       | Torna      | Férfi nyújtó                   |
| Bronz | Toni Kanaet                     | Taekwondo  | Férfi váltósúly                |
| Bronz | Damir Martin                    | Evezés     | Férfi egypárevezős             |

## Asztalitenisz
| Versenyző                                         | Versenyszám  | 64-es főtábla     | 48-as főtábla        | 32-es főtábla | Nyolcaddöntő       | Negyeddöntő | Elődöntő | Döntő   | Helyezés |
| ------------------------------------------------- | ------------ | ----------------- | -------------------- | ------------- | ------------------ | ----------- | -------- | ------- | -------- |
| Andrej Gaćina                                     | Férfi egyes  | Fanny (TOG) · 4–0 | Lebesson (FRA) · 0–4 | kiesett       | kiesett            | kiesett     | kiesett  | kiesett | kiesett  |
| Tomislav Pucar                                    | Férfi egyes  |                   | Tokić (SLO) · 0–4    | kiesett       | kiesett            | kiesett     | kiesett  | kiesett | kiesett  |
| Andrej Gaćina Tomislav Pucar Frane Tomislav Kojić | Férfi csapat |                   |                      |               | Tajvan (TPE) · 0–3 | kiesett     | kiesett  | kiesett | kiesett  |

## Atlétika

### Férfi
| Versenyző        | Versenyszám | Selejtező | Selejtező | Döntő    | Döntő    |
| Versenyző        | Versenyszám | Eredmény  | Helyezés  | Eredmény | Helyezés |
| ---------------- | ----------- | --------- | --------- | -------- | -------- |
| Filip Mihaljević | Súlylökés   | 20,67 m   | 15.       | kiesett  | kiesett  |

### Női
| Versenyző           | Versenyszám | Döntő   | Döntő    |
| Versenyző           | Versenyszám | Idő     | Helyezés |
| ------------------- | ----------- | ------- | -------- |
| Bojana Bjeljac      | Maraton     | 2:39:32 | 53.      |
| Matea Parlov Koštro | Maraton     | 2:33:18 | 21.      |

| Versenyző       | Versenyszám   | Selejtező       | Selejtező       | Döntő    | Döntő    |
| Versenyző       | Versenyszám   | Eredmény        | Helyezés        | Eredmény | Helyezés |
| --------------- | ------------- | --------------- | --------------- | -------- | -------- |
| Sara Kolak      | Gerelyhajítás | eredmény nélkül | eredmény nélkül | kiesett  | kiesett  |
| Sandra Perković | Diszkoszvetés | 63,75 m         | 3.              | 65,01 m  | 4.       |
| Marija Tolj     | Diszkoszvetés | 61,48 m         | 13.             | kiesett  | kiesett  |
| Ana Šimić       | Magasugrás    | 186 cm          | 25.             | kiesett  | kiesett  |

## Birkózás
| Versenyző      | Versenyszám             | Nyolcaddöntő             | Negyeddöntő           | Elődöntő             | Vigaszág elődöntő | Bronz- mérkőzés          | Döntő   | Helyezés |
| -------------- | ----------------------- | ------------------------ | --------------------- | -------------------- | ----------------- | ------------------------ | ------- | -------- |
| Božo Starčević | Férfi 77 kg kötöttfogás | Mnatsakanian (BUL) · 3–1 | Geraei (IRI) · 5–5    | kiesett              | kiesett           | kiesett                  | kiesett | kiesett  |
| Ivan Huklek    | Férfi 87 kg kötöttfogás | Stefanowicz (USA) · 5–3  | Assakalov (UZB) · 4–1 | Belenyuk (UKR) · 1–7 |                   | Datunashvili (SRB) · 1–6 | kiesett | 5.       |

## Cselgáncs
| Versenyző     | Versenyszám      | 32-es főtábla             | Nyolcaddöntő             | Negyeddöntő            | Elődöntő | Vigaszág elődöntő      | Bronz- mérkőzés         | Döntő   | Helyezés |
| ------------- | ---------------- | ------------------------- | ------------------------ | ---------------------- | -------- | ---------------------- | ----------------------- | ------- | -------- |
| Barbara Matić | Női középsúly    |                           | Timo (POR) · 10-00       | Polleres (AUT) · 00-01 |          | Bellandi (ITA) · 10-00 | Tajmazova (ROC) · 00-01 |         | 5.       |
| Karla Prodan  | Női félnehézsúly | Peković (MNE) · 01-00     | Antomarchi (CUB) · 00-01 | kiesett                | kiesett  | kiesett                | kiesett                 | kiesett | kiesett  |
| Ivana Maranić | Női nehézsúly    | Jablonskytė (LTU) · 00–11 | kiesett                  | kiesett                | kiesett  | kiesett                | kiesett                 | kiesett | kiesett  |

## Evezés
Férfi
| Versenyző                       | Versenyszám              | Előfutam | Előfutam | Vigaszág | Vigaszág | Negyeddöntő | Negyeddöntő | Elődöntő | Elődöntő | Elődöntő | Döntő | Döntő   | Döntő | Helyezés |
| Versenyző                       | Versenyszám              | Idő      | Hely.    | Idő      | Hely.    | Idő         | Hely.       | Típus    | Idő      | Hely.    | Típus | Idő     | Hely. | Helyezés |
| ------------------------------- | ------------------------ | -------- | -------- | -------- | -------- | ----------- | ----------- | -------- | -------- | -------- | ----- | ------- | ----- | -------- |
| Damir Martin                    | Egypárevezős             | 7:09,17  | 1.       | erőnyerő | erőnyerő | 7:17,71     | 1.          | A/B      | 6:45,27  | 2.       | A     | 6:42,58 | 3.    | Bronz    |
| Martin Sinković Valent Sinković | Kormányos nélküli kettes | 6:32,41  | 1.       | erőnyerő | erőnyerő |             |             | A/B      | 6:15,63  | 1.       | A     | 6:15,29 | 1.    | Arany    |

## Kajak-kenu

### Síkvizi
| Versenyző             | Versenyszám   | Előfutam | Előfutam | Negyeddöntő | Negyeddöntő | Elődöntő | Elődöntő | Döntő   | Döntő   | Döntő    | Helyezés |
| Versenyző             | Versenyszám   | Idő      | Hely.    | Idő         | Hely.       | Idő      | Hely.    | Típus   | Idő     | Helyezés | Helyezés |
| --------------------- | ------------- | -------- | -------- | ----------- | ----------- | -------- | -------- | ------- | ------- | -------- | -------- |
| Vanesa Tot            | Női C-1 200 m | 49,280   | 6.       | 48,375      | 5.          | kiesett  | kiesett  | kiesett | kiesett | kiesett  | kiesett  |
| Anamaria Govorčinović | Női K-1 200 m | 42,901   | 3.       | 43,307      | 3.          | kiesett  | kiesett  | kiesett | kiesett | kiesett  | kiesett  |
| Anamaria Govorčinović | Női K-1 500 m | 1:52,015 | 5.       | 1:53,967    | 4.          | kiesett  | kiesett  | kiesett | kiesett | kiesett  | kiesett  |

### Szlalom
| Versenyző      | Versenyszám | Selejtező | Selejtező | Selejtező | Selejtező | Selejtező     | Selejtező     | Elődöntő | Elődöntő | Döntő   | Döntő    |
| Versenyző      | Versenyszám | 1. futam  | 1. futam  | 2. futam  | 2. futam  | Jobb eredmény | Jobb eredmény | Elődöntő | Elődöntő | Döntő   | Döntő    |
| Versenyző      | Versenyszám | Pont      | Hely.     | Pont      | Hely.     | Pont          | Hely.         | Pont     | Hely.    | Pont    | Helyezés |
| -------------- | ----------- | --------- | --------- | --------- | --------- | ------------- | ------------- | -------- | -------- | ------- | -------- |
| Matija Marinić | Férfi C-1   | 100,33    | 5.        | 101,66    | 5.        | 100,33        | 5.            | 109,94   | 11.      | kiesett | kiesett  |

## Karate
| Versenyző   | Versenyszám  | Csoportkör                                                                           | Hely | Elődöntő | Döntő   |
| ----------- | ------------ | ------------------------------------------------------------------------------------ | ---- | -------- | ------- |
| Ivan Kvesić | Férfi +75 kg | Hamedi (KSA) · 3–2 · Ganjzadeh (IRI) · 1–3 · Gaysinsky (CAN) · 1–4 · Irr (USA) · 3–1 | 3.   | kiesett  | kiesett |

## Kerékpározás

### Országúti kerékpározás
| Versenyző   | Versenyszám         | Idő           | Helyezés      |
| ----------- | ------------------- | ------------- | ------------- |
| Josip Rumac | Férfi mezőnyverseny | nem ért célba | nem ért célba |

## Ökölvívás
| Versenyző      | Versenyszám        | Selejtező              | Nyolcaddöntő       | Negyeddöntő | Elődöntő | Döntő   | Helyezés |
| -------------- | ------------------ | ---------------------- | ------------------ | ----------- | -------- | ------- | -------- |
| Luka Plantić   | Férfi félnehézsúly | Al-Hindawi (JOR) · 3–2 | Romero (MEX) · 1–4 | kiesett     | kiesett  | kiesett | kiesett  |
| Nikolina Čačić | Női pehelysúly     | Ramirez (USA) · 5–0    | Veyre (CAN) · 0–5  | kiesett     | kiesett  | kiesett | kiesett  |

## Sportlövészet

### Férfi
| Versenyző       | Versenyszám          | Selejtező | Selejtező | Döntő   | Döntő    |
| Versenyző       | Versenyszám          | Pont      | Helyezés  | Pont    | Helyezés |
| --------------- | -------------------- | --------- | --------- | ------- | -------- |
| Josip Glasnović | Trap                 | 120       | 22.       | kiesett | kiesett  |
| Petar Gorša     | Légpuska             | 626,5     | 16.       | kiesett | kiesett  |
| Petar Gorša     | Sportpuska összetett | 1176      | 7.        | 427,2   | 5.       |
| Miran Maričić   | Légpuska             | 625,0     | 25.       | kiesett | kiesett  |
| Miran Maričić   | Sportpuska összetett | 1178      | 5.        | 416,2   | 6.       |

### Női
| Versenyző       | Versenyszám          | Selejtező | Selejtező | Döntő   | Döntő    |
| Versenyző       | Versenyszám          | Pont      | Helyezés  | Pont    | Helyezés |
| --------------- | -------------------- | --------- | --------- | ------- | -------- |
| Snježana Pejčić | Légpuska             | 622,6     | 31.       | kiesett | kiesett  |
| Snježana Pejčić | Sportpuska összetett | 1169      | 10.       | kiesett | kiesett  |

### Vegyes
| Versenyző                   | Versenyszám | Selejtező | Selejtező | Döntő   | Döntő    |
| Versenyző                   | Versenyszám | Pont      | Helyezés  | Pont    | Helyezés |
| --------------------------- | ----------- | --------- | --------- | ------- | -------- |
| Petar Gorša Snježana Pejčić | Légpuska    | 624,2     | 17.       | kiesett | kiesett  |

## Taekwondo

### Férfi
| Versenyző   | Versenyszám | Nyolcaddöntő           | Negyeddöntő              | Elődöntő | Vigaszág elődöntő      | Döntő/BM                 | Helyezés |
| ----------- | ----------- | ---------------------- | ------------------------ | -------- | ---------------------- | ------------------------ | -------- |
| Toni Kanaet | Váltósúly   | Martinez (ESP) · 21–15 | Kramcov (ROC) · 0–22     | kiesett  | Sawadogo (BUR) · 30–10 | Rafalovich (UZB) · 24–18 | Bronz    |
| Ivan Šapina | Nehézsúly   | Sansores (MEX) · 6–4   | Szon Hong-ji (CHN) · 6–8 | kiesett  | kiesett                | kiesett                  | kiesett  |

### Női
| Versenyző      | Versenyszám | Nyolcaddöntő         | Negyeddöntő           | Elődöntő               | Vigaszág elődöntő | Döntő/BM               | Helyezés |
| -------------- | ----------- | -------------------- | --------------------- | ---------------------- | ----------------- | ---------------------- | -------- |
| Kristina Tomić | Légsúly     | Ramírez (COL) · 5–25 | kiesett               | kiesett                | kiesett           | kiesett                | kiesett  |
| Matea Jelić    | Váltósúly   | Lee (HAI) · 22–2     | Titoneli (BRA) · 30–9 | McPherson (USA) · 15–4 |                   | Williams (GBR) · 25–22 | Arany    |

## Tenisz

### Férfi
| Versenyző                | Versenyszám | 64-es főtábla               | 32-es főtábla                     | Nyolcaddöntő                        | Negyeddöntő                              | Elődöntő                          | Döntő/BM                              | Helyezés |
| ------------------------ | ----------- | --------------------------- | --------------------------------- | ----------------------------------- | ---------------------------------------- | --------------------------------- | ------------------------------------- | -------- |
| Marin Čilić              | Egyes       | Menezes (BRA) · 6–7;7–5;7–6 | Carreño Busta (ESP) · 7–5;4–6;4–6 | kiesett                             | kiesett                                  | kiesett                           | kiesett                               | kiesett  |
| Marin Čilić Ivan Dodig   | Páros       |                             | Daniel/Nisioka (JPN) · 6–2;6–4    | Ram/Tiafoe (USA) · 6–3;7–5          | A. Murray/Salisbury (GBR) · 4–6;7–6;10–7 | Daniell/Venus (NZL) · 6–2;6–2     | Mektić/Pavić (CRO) · 4–6, 6–3, [6–10] | Ezüst    |
| Nikola Mektić Mate Pavić | Páros       |                             | Demoliner/Melo (BRA) · 7–6;6–4    | Sonego/Musetti (ITA) · 7–5;6–7;10–7 | McLachlan/Nisikori (JPN) · 6–3;6–3       | Krajicek/Sandgren (USA) · 6–4;6–4 | Čilić/Dodig (CRO) · 6–4, 3–6, [10–6]  | Arany    |

### Női
| Versenyző                | Versenyszám | 64-es főtábla              | 32-es főtábla                  | Nyolcaddöntő             | Negyeddöntő  | Elődöntő     | Bronz- mérkőzés | Döntő        | Helyezés     |
| ------------------------ | ----------- | -------------------------- | ------------------------------ | ------------------------ | ------------ | ------------ | --------------- | ------------ | ------------ |
| Donna Vekić              | Egyes       | Garcia (FRA) · 6–2;6–7;6–3 | Szabalenka (BLR) · 6–4;3–6;7–6 | Ribakina (KAZ) · 6–7;4–6 | kiesett      | kiesett      | kiesett         | kiesett      | kiesett      |
| Donna Vekić Darija Jurak | Páros       | visszalépett               | visszalépett                   | visszalépett             | visszalépett | visszalépett | visszalépett    | visszalépett | visszalépett |

### Vegyes
| Versenyző               | Versenyszám  | Nyolcaddöntő                                | Negyeddöntő | Elődöntő | Bronz- mérkőzés | Döntő   | Helyezés |
| ----------------------- | ------------ | ------------------------------------------- | ----------- | -------- | --------------- | ------- | -------- |
| Darija Jurak Ivan Dodig | Vegyes páros | Pavljucsenkova/Rubljov (ROC) · 7–5;4–6;9–11 | kiesett     | kiesett  | kiesett         | kiesett | kiesett  |

## Torna
| Versenyző | Versenyszám  | Selejtező | Selejtező | Döntő    | Döntő    |
| Versenyző | Versenyszám  | Pontszám  | Helyezés  | Pontszám | Helyezés |
| --------- | ------------ | --------- | --------- | -------- | -------- |
| Tin Srbić | Férfi nyújtó | 14,633    | 3.        | 14,900   | Ezüst    |
| Ana Đerek | Női gerenda  | 11,633    | 74.       | kiesett  | kiesett  |
| Ana Đerek | Női talaj    | 12,433    | 58.       | kiesett  | kiesett  |

## Úszás
| Versenyző       | Versenyszám          | Előfutam | Előfutam | Előfutam | Elődöntő | Elődöntő | Elődöntő | Döntő   | Döntő    |
| Versenyző       | Versenyszám          | Idő      | Hely.    | Össz.    | Idő      | Hely.    | Össz.    | Idő     | Helyezés |
| --------------- | -------------------- | -------- | -------- | -------- | -------- | -------- | -------- | ------- | -------- |
| Nikola Miljenić | Férfi 50 m gyors     | 22,14    | 8.       | 19.      | kiesett  | kiesett  | kiesett  | kiesett | kiesett  |
| Nikola Miljenić | Férfi 100 m gyors    | 49,25    | 1.       | 28.      | kiesett  | kiesett  | kiesett  | kiesett | kiesett  |
| Nikola Miljenić | Férfi 100 m pillangó | 52,68    | 5.       | 40.      | kiesett  | kiesett  | kiesett  | kiesett | kiesett  |
| Ema Rajić       | Női 50 m gyors       | 26,49    | 5.       | 45.      | kiesett  | kiesett  | kiesett  | kiesett | kiesett  |
| Ema Rajić       | Női 100 m mell       | 1:10,02  | 4.       | 33.      | kiesett  | kiesett  | kiesett  | kiesett | kiesett  |

## Vitorlázás

### Férfi
| Versenyző                    | Versenyszám | Futam | Futam | Futam | Futam | Futam | Futam | Futam | Futam | Futam | Futam | Futam | Futam | Futam | Pontszám | Helyezés |
| Versenyző                    | Versenyszám | 1     | 2     | 3     | 4     | 5     | 6     | 7     | 8     | 9     | 10    | 11    | 12    | É     | Pontszám | Helyezés |
| ---------------------------- | ----------- | ----- | ----- | ----- | ----- | ----- | ----- | ----- | ----- | ----- | ----- | ----- | ----- | ----- | -------- | -------- |
| Tonči Stipanović             | Laser       | 15    | 6     | 3     | 22    | 13    | 4     | 5     | 11    | 7     | 10    |       |       | 8     | 82       | Ezüst    |
| Mihovil Fantela Šime Fantela | 49er        | 4     | 14    | 8     | 13    | 15    | 8     | 14    | 3     | DSQ   | 1     | 10    | 2     | 1     | 106      | 8.       |

### Női
| Versenyző       | Versenyszám  | Futam | Futam | Futam | Futam | Futam | Futam | Futam | Futam | Futam | Futam | Futam | Futam | Futam   | Pontszám | Helyezés |
| Versenyző       | Versenyszám  | 1     | 2     | 3     | 4     | 5     | 6     | 7     | 8     | 9     | 10    | 11    | 12    | É       | Pontszám | Helyezés |
| --------------- | ------------ | ----- | ----- | ----- | ----- | ----- | ----- | ----- | ----- | ----- | ----- | ----- | ----- | ------- | -------- | -------- |
| Elena Vorobjeva | Laser radial | 11    | 2     | 13    | 41    | 16    | 15    | 7     | 21    | 18    | 23    |       |       | kiesett | 126      | 12.      |

## Vízilabda

### Férfi
Keret
| Horvát férfi vízilabdacsapat-játékoskeret                                                              | Horvát férfi vízilabdacsapat-játékoskeret                                                    |
| --- | -------------------------------------------------------------------------------------------- |
| - Marko Bijač - Marko Macan - Loren Fatović - Luka Lončar - Maro Joković - Luka Bukić - Ante Vukičević | - Andro Bušlje - Lovre Miloš - Josip Vrlić - Paulo Obradović - Xavier García - Ivan Marcelić |

Eredmények
Csoportkör
| Hely. | Csapat              | M | Gy | D | V | G+ | G– | Gk  | P  | Továbbjutás |
| ----- | ------------------- | - | -- | - | - | -- | -- | --- | -- | ----------- |
| 1.    | Spanyolország (ESP) | 5 | 5  | 0 | 0 | 61 | 31 | +30 | 10 | Negyeddöntő |
| 2.    | Horvátország (CRO)  | 5 | 3  | 0 | 2 | 62 | 46 | +16 | 6  | Negyeddöntő |
| 3.    | Szerbia (SRB)       | 5 | 3  | 0 | 2 | 70 | 46 | +24 | 6  | Negyeddöntő |
| 4.    | Montenegró (MNE)    | 5 | 2  | 0 | 3 | 54 | 56 | −2  | 4  | Negyeddöntő |
| 5.    | Ausztrália (AUS)    | 5 | 2  | 0 | 3 | 49 | 60 | −11 | 4  |             |
| 6.    | Kazahsztán (KAZ)    | 5 | 0  | 0 | 5 | 35 | 92 | −57 | 0  |             |

1. 1 2  Horvátország 14–12 Szerbia
2. 1 2  Ausztrália 10–15 Montenegró

| 2021. július 25. 19:50 (12:50) | Horvátország (CRO)   | 23–7        | Kazahsztán (KAZ) | Tokyo Tatsumi International Swimming Center Játékvezetők: Dion Willis (RSA), Frank Ohme (GER) |
| 2021. július 25. 19:50 (12:50) | (4–1, 6–3, 8–1, 5–2) |             |                  | Tokyo Tatsumi International Swimming Center Játékvezetők: Dion Willis (RSA), Frank Ohme (GER) |
| 2021. július 25. 19:50 (12:50) | Joković 5            | Jegyzőkönyv | Vuksanović 3     | Tokyo Tatsumi International Swimming Center Játékvezetők: Dion Willis (RSA), Frank Ohme (GER) |

| 2021. július 27. 19:50 (12:50) | Ausztrália (AUS)     | 11–8        | Horvátország (CRO) | Tokyo Tatsumi International Swimming Center Játékvezetők: Frank Ohme (GER), Michael Goldenberg (USA) |
| 2021. július 27. 19:50 (12:50) | (3–3, 2–0, 2–3, 4–2) |             |                    | Tokyo Tatsumi International Swimming Center Játékvezetők: Frank Ohme (GER), Michael Goldenberg (USA) |
| 2021. július 27. 19:50 (12:50) | Campbell 3           | Jegyzőkönyv | Joković 3          | Tokyo Tatsumi International Swimming Center Játékvezetők: Frank Ohme (GER), Michael Goldenberg (USA) |

| 2021. július 29. 15:30 (8:30) | Horvátország (CRO)   | 13–8        | Montenegró (MNE) | Tokyo Tatsumi International Swimming Center Játékvezetők: Arkadii Voevodin (RUS), Kun György (HUN) |
| 2021. július 29. 15:30 (8:30) | (1–1, 6–4, 4–3, 2–0) |             |                  | Tokyo Tatsumi International Swimming Center Játékvezetők: Arkadii Voevodin (RUS), Kun György (HUN) |
| 2021. július 29. 15:30 (8:30) | Fatović 3            | Jegyzőkönyv | három játékos 2  | Tokyo Tatsumi International Swimming Center Játékvezetők: Arkadii Voevodin (RUS), Kun György (HUN) |

| 2021. július 31. 15:30 (8:30) | Horvátország (CRO)   | 14–12       | Szerbia (SRB) | Tokyo Tatsumi International Swimming Center Játékvezetők: Michael Goldenberg (USA), Michiel Zwart (NED) |
| 2021. július 31. 15:30 (8:30) | (5–3, 1–1, 4–4, 4–4) |             |               | Tokyo Tatsumi International Swimming Center Játékvezetők: Michael Goldenberg (USA), Michiel Zwart (NED) |
| 2021. július 31. 15:30 (8:30) | Joković, Obradović 4 | Jegyzőkönyv | Jakšić 3      | Tokyo Tatsumi International Swimming Center Játékvezetők: Michael Goldenberg (USA), Michiel Zwart (NED) |

| 2021. augusztus 2. 15:30 (8:30) | Spanyolország (ESP)  | 8–4         | Horvátország (CRO) | Tokyo Tatsumi International Swimming Center Játékvezetők: Georgios Stavridis (GRE), Kun György (HUN) |
| 2021. augusztus 2. 15:30 (8:30) | (2–1, 1–0, 4–2, 1–1) |             |                    | Tokyo Tatsumi International Swimming Center Játékvezetők: Georgios Stavridis (GRE), Kun György (HUN) |
| 2021. augusztus 2. 15:30 (8:30) | Granados 2           | Jegyzőkönyv | Bukić 2            | Tokyo Tatsumi International Swimming Center Játékvezetők: Georgios Stavridis (GRE), Kun György (HUN) |

Negyeddöntő
| 2021. augusztus 4. 19:50 (12:50) | Magyarország (HUN)   | 15–11       | Horvátország (CRO) | Tokyo Tatsumi International Swimming Center Játékvezetők: Sébastien Dervieux (FRA), Frank Ohme (GER) |
| 2021. augusztus 4. 19:50 (12:50) | (2–3, 5–2, 4–3, 4–3) |             |                    | Tokyo Tatsumi International Swimming Center Játékvezetők: Sébastien Dervieux (FRA), Frank Ohme (GER) |
| 2021. augusztus 4. 19:50 (12:50) | Manhercz 7           | Jegyzőkönyv | Bukić 4            | Tokyo Tatsumi International Swimming Center Játékvezetők: Sébastien Dervieux (FRA), Frank Ohme (GER) |

5–8.helyért
| 2021. augusztus 6. 14:00 (7:00) | Montenegró (MNE)     | 10–12       | Horvátország (CRO) | Tokyo Tatsumi International Swimming Center Játékvezetők: Viktor Salnichenko (KAZ), Kun György (HUN) |
| 2021. augusztus 6. 14:00 (7:00) | (0–1, 4–5, 3–3, 3–3) |             |                    | Tokyo Tatsumi International Swimming Center Játékvezetők: Viktor Salnichenko (KAZ), Kun György (HUN) |
| 2021. augusztus 6. 14:00 (7:00) | Ivović 3             | Jegyzőkönyv | Vukičević 3        | Tokyo Tatsumi International Swimming Center Játékvezetők: Viktor Salnichenko (KAZ), Kun György (HUN) |

5.helyért
| 2021. augusztus 8. 11:00 (4:00) | Horvátország (CRO)   | 14–11       | Egyesült Államok (USA) | Tokyo Tatsumi International Swimming Center Játékvezetők: Alessandro Severo (ITA), Kun György (HUN) |
| 2021. augusztus 8. 11:00 (4:00) | (2–3, 4–2, 4–2, 4–4) |             |                        | Tokyo Tatsumi International Swimming Center Játékvezetők: Alessandro Severo (ITA), Kun György (HUN) |
| 2021. augusztus 8. 11:00 (4:00) | Bukić 3              | Jegyzőkönyv | öt játékos 2           | Tokyo Tatsumi International Swimming Center Játékvezetők: Alessandro Severo (ITA), Kun György (HUN) |